# رودلف یکم
رودُلف یکم (به آلمانی: Rudolf I) (زادهٔ ۱ مه ۱۲۱۸ – مرگ ۱۵ ژوئیه ۱۲۹۱) پادشاه آلمان از سال ۱۲۷۳ تا زمان مرگش بود. او نقش کلیدی‌ای را در رسیدن دودمان هابسبورگ به فرمانروایی بر امپراتوری مقدس روم بازی‌کرد.
رودلف در آغاز کنت سواب بود. وی نخستین تن از دودمان هابسبورگ بود که به فرمانروایی اشتایرمارک و اتریش رسید. این سرزمین‌ها پیرامون ششصد سال بخشی از قلمرو امپراتوری هابسبورگ گردید و امروزه کشور اتریش را تشکیل می‌دهند.

## زندگی
رودلف یکم وارث دژ هابسبورگ در ایالت آرگاو بود. نزدیکی او به فریدریش دوم و پسرش کنراد چهارم سبب پیشرفت او شد. پاپ اینوسنت چهارم وی را از آنجا که پشتیبان کنراد چهارم بود تکفیر نمود.
با از میان رفتن دودمان اشتاوفر آلمان شاهد یک دورهٔ فترت بود. این زمان مناسبی بود تا کنت رودلف به نیرومندسازی پایه‌های قدرتش بپردازد. به زودی وی سرشناس‌ترین شاهزاده در بخش جنوبی آلمان شد تا اینکه در ۱۲۷۳ امرای انتخاباتی در فرانکفورت آم ماین وی را به شاهی برگزیدند. رودلف در این زمان ۵۵ ساله بود. در این میان پرمیسل اوتاکار دوم که با فیلیپ سوابی پادشاه پیشین آلمان نسبت خویشی داشت، نامزد پادشاهی میان امرای انتخاباتی بود و خود را برای پادشاهی آلمان شایان‌تر از رودلف می‌دید به تنهایی به مخالفت با وی پرداخت.

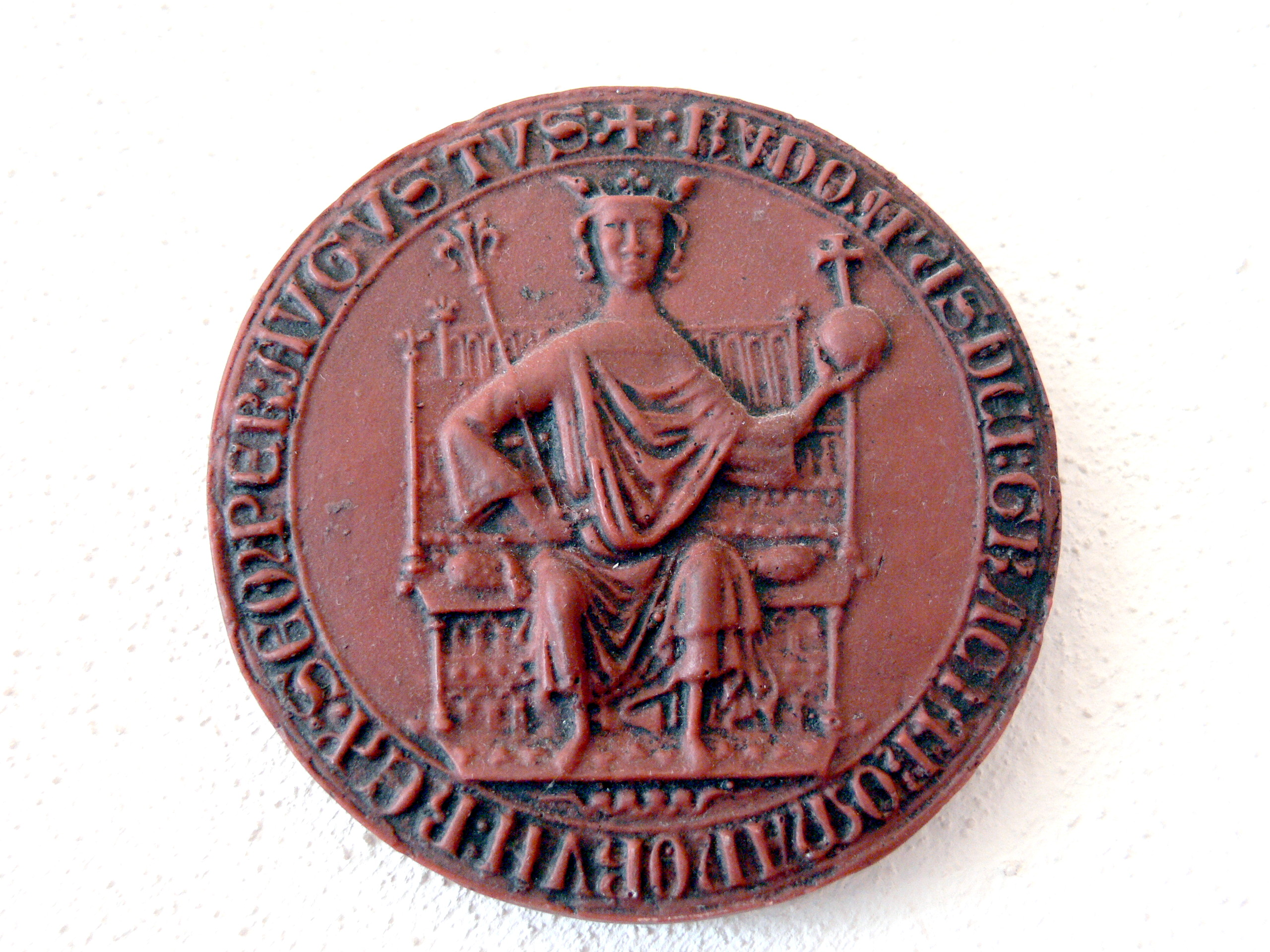
مُهر رودل یکم

از دیگر سو رودلف برای گرفتن تأیید پاپ از حقوق آلمان در رم، ایتالیا و سیسیل درگذشت و قول داد که به زودی یک جنگ صلیبی را راه‌اندازی کند. گرگوری دهم پاپ آن زمان نیز که با اوتاکار دوم مشکل داشت او را پذیرفت.
مرگ رودلف در اشپایر رخ‌داد.